# Kyokushin
Kyokushin (極真) er en stilart inden for karate med oprindelse i Japan. Den er kendt for sin fuld-kontakt kampstil og bygger på principper om disciplin, selvforbedring og intens træning. Stilarten, også kaldet Kyokushinkai, anses for at være en af de hårdeste karateformer.
Kyokushin Kaikan blev grundlagt i 1964 af Masutatsu Oyama (大山倍達), en koreansk-japansk kampsportsmester. Organisationen blev oprindeligt kaldt Oyama Dojo, men udviklede sig senere til International Karate Organization. Siden da har Kyokushin spredt sig til over 120 lande og er en af de største karateorganisationer i verden.

## Historie

### Oprindelsen af Kyokushin
I 1953 grundlagde Masutatsu Oyama sin første dojo, kendt som Oyama Dojo, i en lille bygning nær Rikkyo University. Han underviste oprindeligt i Goju-ryu, men udviklede gradvist en mere intensiv og fuld-kontakt baseret kampstil. Hans undervisning fokuserede på realistisk kamptræning, hvor slag og spark blev udført med direkte kontakt, hvilket adskilte hans system fra de fleste andre karateformer.
I løbet af de næste ti år rejste Oyama verden rundt for at demonstrere sin karate, samtidig med at han opbyggede en organisation af dedikerede elever. Omkring 1956 fik dojoen officielt navnet "Oyama Dojo". Oyama underviste ikke selv de nye elever, men overlod den opgave til erfarne instruktører såsom Masashi Ishibashi og Kenji Kurosaki.
Den 6. december 1959 blev Hirofumi Okada den første elev, der opnåede sort bælte (1. dan) i Oyamas dojo, hvilket markerede begyndelsen på Kyokushin Kaikans officielle gradueringssystem.

### Grundlæggelsen af Kyokushin Kaikan
I april 1964 etablerede Mas Oyama organisationen International Karate Organization Kyokushin Kaikan (IKO), støttet af Kyokushin Scholarship Foundation. Organisationen blev hurtigt en vigtig aktør i verdens karate-scene, og i juni samme år blev det officielle hovedkvarter åbnet i Ikebukuro, Tokyo.
For at sprede Kyokushin globalt udvalgte Oyama talentfulde instruktører, som blev sendt til forskellige lande for at etablere nye dojoer. Blandt dem var Kenji Kurosaki (Nederlandene), Tadashi Nakamura (USA), Steve Arneil (Storbritannien) og Seiji Isobe (Brasilien). Kyokushin voksede hurtigt gennem offentlige demonstrationer og konkurrencer, og i 1969 blev det første nationale mesterskab i Japan afholdt. Seks år senere, i 1975, organiserede Oyama det første verdensmesterskab i Tokyo.
På trods af sin voksende popularitet blev Kyokushin ofte kaldt "Kenka Karate" (Slåskamps-Karate), et tilnavn, som Oyama ikke brød sig om.

### Kyokushins ekspansion og Oyamas arv
I begyndelsen af 1990'erne, mens Oyama stadig ledede organisationen, havde Kyokushin afdelinger i samtlige japanske præfekturer og mere end 1.000 dojoer i 123 lande. Med et anslået medlemsantal på 12 millioner var Kyokushin en af verdens mest udbredte karateformer.

### Splittelser og nye organisationer
Allerede før Mas Oyamas død i 1994 var der tegn på interne spændinger i Kyokushin-organisationen. Nogle instruktører forlod IKO for at danne deres egne skoler, herunder Jon Bluming, der i 1980 etablerede BKK (Budo Kai Kan), og Steve Arneil, der i 1991 dannede IFK (International Federation of Karate).

### IKO-krisen efter Oyamas død
Da Mas Oyama døde i april 1994 af lungekræft, havde han ikke udpeget en officiel efterfølger. Dette førte til en konflikt om lederskabet af IKO, hvilket resulterede i opdelingen af organisationen i flere fraktioner.
Shokei Matsui overtog en af de største fraktioner og omdøbte den til IKO-1. Andre prominente instruktører, såsom Yukio Nishida og Sanpei, etablerede IKO-2. Senere opstod yderligere fraktioner, herunder IKO-3 (ledet af Y. Matsushima) og IKO-4 (ledet af T. Tezuka).
En af de mest markante udbrydergrupper blev Shinkyokushinkai (IKO-2), ledet af Kenji Midori. Denne organisation forsøgte at modernisere Kyokushin og tilpasse den til en ny generation af karateudøvere.
I dag eksisterer mange forskellige Kyokushin-organisationer, hver med sin egen tolkning af Oyamas arv. På trods af splittelserne har Kyokushin fortsat sin globale udbredelse og forbliver en af de mest respekterede og anerkendte karateformer i verden.

## Kyokushin-turneringer
Flere organisationer inden for Kyokushin arrangerer en række store turneringer verden over. Blandt de mest prestigefyldte konkurrencer er:
- Kyokushin Verdensmesterskab Åben – En international turnering uden vægtklasser, hvor verdens bedste kæmpere konkurrerer.
- Kyokushin Verdensmesterskab i Vægtkategorier – En global turnering, hvor deltagerne konkurrerer inden for deres respektive vægtklasser.
- Kyokushin Hele Japan Åbenvægtsturnering – En af de mest prestigefyldte turneringer i Japan, åben for alle vægtklasser.
- Kyokushin Hele Japan Åben i Vægtkategorier – En japansk turnering, hvor kæmpere opdeles efter vægtklasser.
- Kyokushin Europamesterskab i Åbenvægt – Den største Kyokushin-turnering i Europa uden vægtbegrænsninger.
- Kyokushin Europamesterskab i Vægtkategorier – Et europæisk mesterskab, hvor deltagerne konkurrerer i forskellige vægtklasser.

## Teknikker og træning
I Kyokushin Karate er træningen opdelt i tre centrale elementer: teknik, kata og kumite. Disse er kendt som de tre "K'er", da de på japansk hedder kihon (grundlæggende teknikker), kata (strukturerede kampsekvenser) og kumite (sparring).

### Kata
Kata er en struktureret træningsmetode, hvor fastlagte bevægelsesmønstre udføres for at forfine kampteknikker. Ifølge den anerkendte Kyokushin-bog "The Budo Karate of Mas Oyama" af Cameron Quinn – Mas Oyamas mangeårige tolk – inddeles Kyokushins kata i to hovedgrupper: Nordlige og Sydlige Kata.
De nordlige kata har deres oprindelse i Shuri-te-stilen og er baseret på teknikker fra Shotokan karate, som Oyama lærte under Gichin Funakoshi. De sydlige kata stammer derimod fra Naha-te-traditionen og har sin rod i Goju-ryu karate, som Oyama studerede hos So Nei Chu og Gogen Yamaguchi.
En mulig undtagelse er kataen "Yantsu", der menes at have sin oprindelse i Motobu-ha Shito-ryu.
Derudover findes også Ura Kata, hvor bestemte kataer udføres i en spejlvendt version (ura betyder "omvendt"). Denne variant blev udviklet af Oyama for at styrke balancen og færdighederne i cirkulære bevægelser rettet mod flere modstandere.
| Kata fra den nordlige tradition                                                     | Kata fra den nordlige tradition |
| Kata                                                                                | Beskrivelse |
| ----------------------------------------------------------------------------------- | --- |
| - Taikyoku Sono Ichi - Taikyoku Sono Ni - Taikyoku Sono San                         | Disse fundamentale kataer blev først udviklet af Gichin Funakoshi, som grundlagde Shotokan karate. |
| - Pinan Sono Ichi - Pinan Sono Ni - Pinan Sono San - Pinan Sono Yon - Pinan Sono Go | De fem Pinan-kataer, også kendt som Heian i andre skoler, blev udviklet af Ankō Itosu i 1904. Itosu, en ekspert i Shuri-te og Shorin ryu, var mentor for Funakoshi. Pinan betyder "Fred og Harmoni". |
| Kanku                                                                               | Nogle skoler har valgt at kalde denne kata "Kanku" uden "Dai", da der ikke er en "Sho"-version i Kyokushin. Oprindeligt var den kendt som Kusanku eller Kushanku, og det menes, at den blev bragt til Okinawa af en kinesisk kampsportsekspert under Ryukyu-kongeriget i 1500-tallet. "Kanku" kan oversættes til "at skue mod himlen".    |
| Sushiho                                                                             | En kraftigt modificeret version af en gammel okinawansk kata, der i Shotokan kendes som Gojushiho og i andre stilarter som Useishi. Navnet betyder "54 bevægelser", en reference til et symbolsk buddhistisk tal. |
| Passai                                                                              | Også kendt som Bassai, denne kata har ukendte rødder, men dens navn betyder "at storme et fort". Selvom den blev fjernet fra Kyokushins pensum i slutningen af 1950'erne, blev den senere genindført i visse fraktioner efter Oyamas død.                                                                                                 |
| Naihanchi                                                                           | En kata med oprindelse i Tomari-te, også kaldet Tekki i Shotokan. "Tekki" betyder "jernhest", mens "Naihanchi" kan tolkes som "intern konflikt". Kataen blev først fjernet fra Kyokushin i 1950'erne, men visse grupper genintroducerede den efter Oyamas bortgang.                                                                       |
| - Sokugi Taikyoku Sono Ichi - Sokugi Taikyoku Sono Ni - Sokugi Taikyoku Sono San    | Eksklusiv for Kyokushin. Disse kataer blev udviklet af Masutatsu Oyama for at forbedre sparketeknikker. De følger samme embu-sen (mønster) som de oprindelige Taikyoku-kataer. "Sokugi" betyder "sparketeknik", mens "Taikyoku" betyder "Den Store Ultimative Vision". Kataerne blev først en officiel del af Kyokushin efter Oyamas død. |

| Kata fra den sydlige tradition | Kata fra den sydlige tradition |
| Kata                           | Beskrivelse |
| ------------------------------ | --- |
| - Gekisai Dai - Gekisai Sho    | Udviklet af Chojun Miyagi, grundlægger af Goju-ryu. "Gekisai" betyder "nedbryde og ødelægge". I visse skoler kaldes de "Fukyugata" eller "Fukyu Kata". |
| Tensho                         | En videreudvikling af en ældre kinesisk kata kaldet "Rokkishu". Den er nævnt i Bubishi og var baseret på cirkulære og flydende bevægelser. Miyagi skabte denne version, og Oyama anså den for en essentiel avanceret kata. "Tensho" betyder "cirkulerende håndflader". |
| Sanchin                        | En af de ældste kataer med rødder i Kina. "Sanchin" kan oversættes til "tre kampe" eller "tre faser". Kyokushins version ligger tæt på den, Higaonna Kanryō underviste i.                                                                                              |
| Saifa (Saiha)                  | Navnet betyder "knuse og ødelægge". Denne kata kan have kinesisk oprindelse og menes at være bragt til Okinawa af Kanryo Higashionna eller skabt af Chojun Miyagi. Dens præcise oprindelse er dog omdiskuteret.                                                        |
| Seienchin                      | En kata, der stammer fra Kina, bragt til Okinawa af Kanryo Higashionna. Dens navn betyder "at trække en fjende ind i kamp". |
| Seipai                         | Endnu en kata med kinesiske rødder, som blev bragt til Okinawa af Kanryo Higashionna. Dens navn betyder "18", et vigtigt tal i buddhistisk symbolik. |
| Yantsu                         | En kata med en uklar oprindelse, som menes at være en del af enten Naha-te eller Tomari-te skolerne. Den praktiseres stadig i Motobu-ha Shitō-ryū, hvor den kaldes "Hansan" eller "Ansan". "Yantsu" betyder "forbliv ren".                                             |
| Tsuki no kata                  | Udviklet af Seigo Tada, grundlæggeren af Seigokan Goju-ryu, hvor den kaldes "Kihon Tsuki no Kata". Kataen blev senere en del af Kyokushin, men dens vej ind i systemet er uklar.                                                                                       |
| Garyu                          | Eksklusiv for Kyokushin. Skabt af Oyama, der navngav den efter sit pseudonym, Garyu, hvilket betyder "den hvilende drage". |

### Gradueringsstruktur
Oprindeligt, i Okinawa, hvor Kyokushin har sine rødder, brugte man ikke forskellige farvede bælter. Der fandtes kun to: hvidt og sort. Et hvidt bælte signalerede uerfarenhed, mens et sort bælte betød, at man var en erfaren karateka.
Der var heller ikke et formelt gradueringssystem. Når en senpai vurderede, at en udøver var klar, blev det sorte bælte tildelt af ham.
Det moderne bæltesystem, inklusive brugen af farvede bælter, stammer fra Judo, ligesom karatedragten kendt som gi eller mere korrekt på japansk, dōgi eller keikogi. Rækkefølgen af bæltefarver variere mellem forskellige Kyokushin-organisationer. For eksempel anvender de fleste skoler orange bælter til 10. og 9. kyu, mens visse grupper i stedet bruger røde bælter.
Kyu-gradueringssystem
| Bælte                       | Illustration | Kyu-rang | Farve       |
| --------------------------- | ------------ | -------- | ----------- |
| Hvidt bælte                 |              | 11. kyu  | Hvid        |
| Orange bælte                |              | 10. kyu  | Orange      |
| Orange bælte med hvidt snip |              | 9. kyu   | Orange/Hvid |
| Blåt bælte                  |              | 8. kyu   | Blå         |
| Blåt bælte med hvidt snip   |              | 7. kyu   | Blå/Hvid    |
| Gult bælte                  |              | 6. kyu   | Gul         |
| Gult bælte med hvidt snip   |              | 5. kyu   | Gul/Hvid    |
| Grønt bælte                 |              | 4. kyu   | Grøn        |
| Grønt bælte med hvidt snip  |              | 3. kyu   | Grøn/Hvid   |
| Brunt bælte                 |              | 2. kyu   | Brun        |
| Brunt bælte med hvidt snip  |              | 1. kyu   | Brun/Hvid   |
| Sort bælte                  |              | 0. kyu   | Sort        |

Dan-grader
| Dan                         | Rang    | Guldsnipper |
| --------------------------- | ------- | ----------- |
| Shodan (初段 / しょだん)    | 1. Dan  | Én          |
| Nidan (二段 / にだん)       | 2. Dan  | To          |
| Sandan (三段 / さんだん)    | 3. Dan  | Tre         |
| Yondan (四段 / よんだん)    | 4. Dan  | Fire        |
| Godan (五段 / ごだん)       | 5. Dan  | Fem         |
| Rokudan (六段 / ろくだん)   | 6. Dan  | Seks        |
| Shichidan (七段 / しちだん) | 7. Dan  | Syv         |
| Hachidan (八段 / はちだん)  | 8. Dan  | Otte        |
| Kudan (九段 / きゅうだん)   | 9. Dan  | Ni          |
| Judan (十段 / じゅうだん)   | 10. Dan | Ti          |

## Organisationer inden for Kyokushin

### Forskellige Kyokushin-organisationer
Efter grundlæggeren Mas Oyamas bortgang opstod en række nye organisationer, både i Japan og internationalt, som alle viderefører Kyokushin-karatens traditioner.

#### Internationale organisationer
Flere organisationer har gennem tiden anvendt navnet på den oprindelige Kyokushin-organisation:
- KWO (Kyokushin World Organization) Mas Oyama – Tidligere kendt som IKO Sosai Kyokushinkaikan, blev denne organisation omdøbt i 2020. Den ledes af Oyama-familien, hvor Kuristina Oyama (Kikuko Oyama), Mas Oyamas datter, fungerer som administrator. Organisationens præsident (Kaicho) er Hanshi Flemming Jinzen Schrøter (8. dan) fra Danmark, mens Shihan Aleksandr Anferov (6. dan) fra Rusland er vicepræsident (Fuko Kaicho).  Arkiveret 30. oktober 2023 hos  Wayback Machine
- IKO Kyokushinkaikan (Kyokushin Matsui Group) – Efter Mas Oyamas død blev Shokei Matsui (dengang 5. dan) udpeget som hans efterfølger. Valget var kontroversielt, da mange anså det for mærkværdigt, at en relativt ung elev fik tildelt lederskabet. Det resulterede i retssager, der endte med, at testamentet blev kendt ugyldigt. Organisationen har mistet nogle af sine tidligere indflydelsesrige medlemmer, men opretholder stadig en stærk tilstedeværelse i Kyokushin-verdenen. Matsui er i dag CEO og leder af organisationen. [18]
- IKO Matsushima (IKO-3) – Grundlagt i 1998 af Yoshikazu Matsushima.
- Kyokushin Karate Tezuka Group (IKO-4) – Oprindeligt stiftet af Toru Tezuka, nu ledet af Yoshimichi Mori.
- All Japan Kyokushin Union (IKO-5 Kyokushinkaikan) – En sammenslutning af selvstændige Kyokushin-dojos og mestre, ledet af Yasuhiro Shichinohe (8. dan), med Shigeru Tabata (8. dan) som viceformand.
- IKO Kyokushinkaikan Sakamoto Group – Stiftet af Shigenori Sakamoto, uafhængig af større Kyokushin-netværk. [19]
- IKO World Zen-Kyokushin – Ledet af Takuma Koketsu.
- IKO Nakamura – Grundlagt af Makoto Nakamura og i dag ledet af Masanaga Nakamura.

#### Japanske Kyokushin-organisationer udenfor IKO
Der findes også store organisationer i Japan, som ikke opererer under IKO-navnet:
- Shinkyokushinkai (WKO) – En af de største nuværende Kyokushin-organisationer, ledet af Kenji Midori. Shinkyokushinkai samler udøvere fra hele verden og havde 71 deltagerlande ved verdensmesterskabet i 2019.
- Kyokushin-Kan International (KI) – Stiftet af Kaicho Hatsuo Royama, nu under ledelse af Kancho Hiroto Okazaki.
- IBMA Kyokushin Karate Masuda Dojo – Ledes af Akira Masuda.
- Kyokushin World Union (KWU) – Grundlagt i 2011 med formålet at forene Kyokushin-udøvere på verdensplan.

#### Internationale organisationer uden for Japan
Nogle Kyokushin-forbund har base uden for Japan og har stor international indflydelse:
- IFK (International Federation of Karate) – Grundlagt i 1991 af Steve Arneil, der tidligere var en højtstående Kyokushin-instruktør.
- KWF (Kyokushin World Federation) – Grundlagt af Loek Hollander (10. dan) fra Holland. Organisationen ledes nu af Shihan Antonio Pinero (9. dan) med Hristo Traikov (7. dan) som vicepræsident.
- IBK (International Budokai Kan) – Grundlagt af Jon Bluming, fokuserer på en stil med vægt på kast og selvforsvar. [20]
- Internationale Budo Kai – Ledes af Gerard Gordeau (9. dan).

### Afledte stilarter
Kyokushin har haft stor indflydelse på udviklingen af flere kampkunststilarter:
- Ashihara Karate – skabt af Hideyuki Ashihara. Denne stil lægger stor vægt på selvforsvar og Tai Sabaki.[21] Fokus er på at neutralisere og kontrollere modstanderens angreb.[22]
- Enshin Karate – en variant af Ashihara Karate, grundlagt af Jōkō Ninomiya, med et stærkt konkurrencefokus.[23]
- Seidokaikan – en form for full contact karate, afledt af Kyokushin og grundlagt af Kazuyoshi Ishii.[24][25] Seidokaikan afholdt den første professionelle full contact karate-turnering, Karate World Cup, der havde forlængelsesrunder og ansigtstryk med boksehandsker i tilfælde af uafklarede dommerbeslutninger, hvilket senere inspirerede oprettelsen af kickboxing-promotionen K-1.[26][27][28]
- Seidō juku – grundlagt af Tadashi Nakamura, med hoveddojoen i New York, USA.[29][30]
- Satojuku – etableret af Katsuaki Sato i 1977.[31] Denne stil minder om Kyokushin, men fokuserer mere på præcise knockdown-teknikker i stedet for at skade modstanderen. Satō beskrev sin filosofi i 1987: "Odo betyder vejen, som mestre bør følge – det handler om menneskelige følelser, respekt og ære, og er modsat kampkunst, der kun bruger styrke til at besejre modstanderen."[32]
- Shidōkan – grundlagt af Yoshiji Soeno.[33][34][35][36]
- Seiwakai – grundlagt af Ademir da Costa, en stil der primært er udbredt i Brasilien.[37][38] Seiwakai er kendt for sin aggressive stil, der fokuserer på knockout som strategi.[39]
- World Oyama – grundlagt af Shigeru Oyama i USA, og ledes i dag af hans yngre bror, Yasuhiko Oyama, fra Birmingham, Alabama.[40] Denne organisation har en stærk tilstedeværelse i Polen.
- Sei Budokai – ledet af Hanshi Leonardo Voinescu (8. dan Sei Budokai, 4. dan Judo) fra Rumænien, med ærespræsident Hanshi Dave Jonkers (9. dan Sei Budokai, 9. dan Ashihara Karate, 5. dan judo) fra Holland, og æres teknisk direktør shihan Semmy Schilt (6. dan Ashihara Karate, 6. dan Sei Budokai) fra Holland. Organisationen fortsætter med at vokse i Amerika, Europa og Asien.

Kokondo stammer også fra Kyokushin, men fokuserer mere på realistiske selvforsvarsteknikker fremfor konkurrence.
Andre stilarter som Jushindo, Kūdō, og Zendokai har udviklet sig i retning af mixed martial arts-regler

## Indflydelse
Kyokushin har haft stor indflydelse på andre kampstilarter, især inden for knockdown karate-konkurrenceformatet.
Karate-stilarter, der stammer fra Kyokushin, som Ashihara Karate, Budokaido, Godokai, Enshin Karate, Seidō juku, Musokai, Shidōkan, World Oyama og Seidokaikan, er også knockdown-stilarter og anvender lette variationer af konkurrence-reglerne.
Kyokushin er grundlaget for "glove karate", et knockdown karate-format, hvor deltagerne bruger boksehandsker og tillades at slå på hovedet. Reglerne for glove karate anvendes i Kyokushin Karate Iran.

## Internationalt
Stilen har international appel, og udøvere har i løbet af de sidste 40 år været over 12 millioner. 

### Storbritannien
Kyokushin Karate blev introduceret til Storbritannien af Steve Arneil. Oprindeligt fra Sydafrika, havde Arneil oprindeligt til hensigt at etablere sin Kyokushin Dojo der, men blev anmodet af Mas Oyama om at rejse til Storbritannien for at hjælpe med at etablere Kyokushin karate der. Efterfølgende rejste han og hans kone til London i 1965.
Den britiske Kyokushinkai Karate blev grundlagt i 1965 efter Steve Arneil og Bob Boultons hjemkomst fra Japan, hvor de havde studeret Kyokushinkai i Tokyo Hombu. Takket være Shihan Steve Arneils dybdegående viden og indsats (nu 10. Dan), har den britiske organisation opnået stor succes

### USA
Bobby Lowe åbnede den første Kyokushin dojo udenfor Japan på Hawaii i 1957. Efter Lowe blev Oyama instrueret at sende Miyuki Miura, Tadashi Nakamura, Shigeru Oyama og Yasuhiko Oyama for at etablere Kyokushin Dojos i USA.

### Storbritannien
Kyokushin Karate blev introduceret til Storbritannien af Steve Arneil. Oprindeligt fra Sydafrika, havde Arneil oprindeligt til hensigt at etablere sin Kyokushin Dojo der, men blev anmodet af Mas Oyama om at rejse til Storbritannien for at hjælpe med at etablere Kyokushin karate der. Efterfølgende rejste han og hans kone til London i 1965.
Den britiske Kyokushinkai Karate blev grundlagt i 1965 efter Steve Arneil og Bob Boultons hjemkomst fra Japan, hvor de havde studeret Kyokushinkai i Tokyo Hombu. Takket være Shihan Steve Arneils dybdegående viden og indsats (nu 10. Dan), har den britiske organisation opnået stor succes.

### Canada
Kyokushin blev introduceret til Canada af Tats Nakamura i 1992 i Vancouver, British Columbia. Der har været udøvere i Vancouver, BC, Canada siden slutningen af 1970'erne/starten af 1980'erne, hvor det blev omtalt som Kyokushinkai og opererede uafhængigt. Nogle kendte sortbælter er Tom Blaney, Andy Puuseppä, Shawn Ho og Georges Saint-Pierre.
Shihan Stuart Corrigal (7. Dan) er den nuværende repræsentant for Kyokushin Karate i Canada.

### Holland
Kyokushin blev introduceret til Holland af Jon Bluming og Kenji Kurosaki. Den 2. januar 1962 oprettede Jon Bluming, på vegne af Masutatsu Oyama, den første europæiske karateforening, kaldet NKA (Nederlandenes Karateforening). Under hans ledelse fik den nye skole hurtigt styrke og popularitet. I slutningen af 1970'erne forlod Jon Bluming ledelsen af organisationen til sine elever, og han oprettede selv en ny organisation, Kyokushin Budokai Karate.
Kyokushin er en integreret del af den hollandske kampkunsts scene, da den lagde grundlaget for "hollandsk kickboxing", som blev fremmet af organisationer som Mejiro Gym og Chakuriki Gym.

### Tyskland
Der er forskellige foreninger på nationalt plan i Tyskland i dag, herunder KKD (Kyokushinkai Karate Tyskland) og DKO (Den Tyske Kyokushin Organisation) samt IKOK-D (International Karate Organisation Kyokushinkaikan Tyskland). Disse er ikke nødvendigvis en del af IKO1 på internationalt niveau, så IKOK-D er en del af IKO1 (Kyokushinkaikan Honbu) og DKO er i WKO/IKO2 (Midori).

### Nepal
Daman Basnet er grundlæggeren af Nepal Academy of Kyoukushin Karate (NAKK). Han blev udnævnt som Nepals repræsentant for den internationale karateorganisation Kyokushin Kai-kan Japan. I mange år har han været dedikeret til Kyokushin Karate og har også organiseret mange turneringer i Nepal. Han har deltaget i mange internationale konkurrencer, og nogle af hans præstationer er:
Han blev udvalgt som dommer ved den 7. asiatiske åben karate-turnering, afholdt i Indien i 1995 og den 30. All Japan Open Karate Tournament afholdt i Japan i 1997. Han blev også æret som observatør ved den australske turnering i 1997, World Cup 1996, Japan, og han har taget sine elever med til konkurrencer og meget mere. Han er nu dedikeret til at uddanne elever af international standard.

### Brasilien
Kyokushin blev introduceret til Brasilien af Seiji Isobe. Isobe havde drevet en Kyokushin Dojo i Fukui, etableret den 20. september 1972 - da Mas Oyama gav Isobe opgaven at promovere og etablere et dojo-netværk i Sydamerika. Samme år flyttede Seiji Isobe permanent til Brasilien og blev leder af Kyokushin i Sydamerika.
IKO1 (ledet af Shokei Matsui, hvor Isobe repræsenterer Brasilien på internationalt niveau) og Seiwakai Karate (ledet af Ademir da Costa) er de mest fremtrædende stilarter indenfor Knockdown Karate i Brasilien.

### Polen
Andrzej Drewniak krediteres for at have bragt Kyokushin til Polen. Fascineret af karate grundlagde han den første polske Kyokushin-sektion ved AZS i Krakow i 1972. I 1974 blev han polsk mellemvægt mester i Kyokushin karate. Samme år rejste han på et træningslejr i Holland, hvor han bestod 1. dan eksamen og blev den første polske sortbælte og Kyokushin karate sensei. I 1979 blev han medstifter af den polske karateforening, hvor han har været langvarig vicepræsident.

Takket være støtten fra Loek Hollander, præsidenten for den Europæiske Karate Kyokushinkai Organisation, modtog han et årligt stipendium og en invitation til Japan, men først efter seks år, i hemmelighed fra de politiske og sportslige myndigheder, lykkedes det ham at rejse til Tokyo. Ved slutningen af hans ophold i Japan opnåede han 4. dan, efter 15 måneders træning under Sosai Masutatsu Ōyama, hvor han var den eneste polske uchideshi.
De fleste Kyokushin karateklubber, uanset deres tilknytning til verdensorganisationer, er også koncentreret i Kyokushin-kommissionen i den polske karateforening (KK PZK / Komisji Kyokushin Polskiego Związku Karate), hvor der afholdes tværorganisatoriske konkurrencer som de polske mesterskaber og macro-region-mesterskaberne.
"World Oyama Karate"-stilarten, grundlagt af Shigeru Ōyama (10. Dan) har sin største koncentration af udøvere i Polen, med det største antal klubber i verden. Efter at Shigeru Ōyama trak sig tilbage fra ledelsen af organisationen, blev hanshi Jan Dyduch (8. Dan) fra Krakow leder af organisationen (OYAMA International Karate Federation), og han er også leder af den polske organisation.

### Ungarn
I Ungarn er István Adámy og Kálmán Furkó krediteret for at have etableret Kyokushin i landet. I 1977 modtog István Adámy 1. Dan Sortbælte i Kyokushin og blev udnævnt til branchleder for Ungarn af IKO. Kálmán Furkó opnåede sit første dan-niveau i 1978 og blev shihan i Szolnok i 1984.
Udviklingen af nationalt Kyokushin begyndte i 1976. I midten af 1980'erne var der næsten ti tusinde udøvere af Kyokushin Karate i Ungarn.
Siden da har Kyokushin været en af de mest populære karate-stilarter i Ungarn. István Adámy og Kálmán Furkó arbejdede sammen indtil de politiske problemer i IKO, efter Mas Oyamas død. Siden da har de været på separate veje, men har arbejdet mod samme mål.
Ungarn er særlig kendt for at være værtsland for Ibutz Oyama Cup, som blev afholdt tre gange mellem 1983 og 1986 i National Sports Arena i Budapest. Turneringen blev afholdt i tre forskellige vægtklasser. Kyokushin grundlægger Masutatsu Ōyama besøgte først Ungarn i 1983 og var også involveret i at overse de næste to turneringer.

### Rusland
Grundlæggeren af Kyokushinkai-karate i Sovjetunionen er Alexander Ivanovich Tanyushkin. Mens han var i Polen på en forretningsrejse, mødte Tanyushkin Andrzej Drewniak i Krakow og begyndte at træne karate sammen med ham. Efter noget tid, da han fik kendskab til eksistensen af Kyokushinkai-stilen, skrev Tanyushkin og Drewnyak et brev til Masutatsu Oyama og, efter hans anvisninger, begyndte at samarbejde med præsidenten for den europæiske Kyokushinkai-organisation, Loek Hollander. Tanyushkin åbnede den første Kyokushinkai-sektion i Sovjetunionen i Moskva i 1973. I slutningen af 1970'erne var der dannet en skole i landet med repræsentanter i alle større regioner.
Efter den næsten 10-årige forbud mod karate blev ophævet i 1989, etablerede Tanyushkin Kyokushinkai-Federationen i Sovjetunionen. Oprettelsen af en sådan federation var et stort skridt fremad for udviklingen af kampsport i Sovjetunionen.
I perioden, hvor den nationale organisation arbejdede, blev Kyokushinkai-karate anerkendt som en officiel sport i landets sportsklassifikationssystem (1990), og udviklingen nåede internationalt niveau. I 1993 blev Kyokushinkai-Federationen i Rusland en af de første til at blive medlem af den nye Internationale Karate-Federation (IFK), ledet af Hansi Steve Arneil (nu 10. dan). På vegne af IFK blev der oprettet det eurasiske udvalg (EAC) baseret på den russiske nationale organisation, som repræsenterede IFK på det tidligere Sovjetunionens område. Det blev ledet af S. Stepanov (nu 5. dan Kyokushin-kan). Udvalget eksisterede indtil 1998 og havde afholdt 6 internationale klasse "A"-turneringer i denne periode.
Efter Masutatsu Oyamas død i 1994 og splittelsen af Kyokushinkai, begyndte andre Kyokushin-federationer at udvikle sig i Rusland fra slutningen af 1990'erne, som repræsenterede forskellige internationale organisationer. I Rusland arbejder der nu:
- Federation af Kyokushin Karate i Rusland (FKKR), som repræsenterer World Shinkyokushinkai Organization, WKO, ledet af Kenji Midori
- Russisk National Federation af Kyokushinkai Karate (RNFKK), som repræsenterer International Kyokushinkai Organization, IKO, ledet af Shokei Matsui[58]
- Federation af Kyokushinkaikan i Rusland (FKR), som repræsenterer International Kyokushinkai Organization, IKO, ledet af Shokei Matsui (indtil 2013 - Federation af Kyokushinkai Karate i Rusland)[59]
- Russisk Kyokushinkai Federation (FKR), som repræsenterer International Kyokushinkai Federation, IFK, ledet af Steve Arneil[60]
- Federation af Kyokushinkan Karate i Rusland (FKKR), som repræsenterer International Organisation of Kyokushinkau, KI, ledet af Hatsuo Royama[61]

Disse fem federations er forenet i Kyokushin Association of Russia, akkrediteret af Ministeriet for Sport og ledet af Yu. P. Trutnev (nu vicepremierminister i den russiske regering, plenipotentiær repræsentant for den russiske præsident i Fjernøsten).
Nogle af disse organisationer (især Kyokushin Federation of Russia, Russian Kyokushinkaikan Karate Union osv.) er medlemmer af All-Style Karate Federation of Russia. Derudover er nogle af disse organisationer (især Russian Kyokushin Association, Russian Kyokushin Karate Federation, Russian Kyokushin Karate-do Federation, Russian Kyokushin Federation, osv.) medlemmer af Russian Union of Martial Arts.

### Litauen
Den store majoritet af Kyokushin-klubberne i Litauen tilhører Kenji Midoris WKO Shin-Kyokushin (tidligere IKO-2) organisation. Der er i øjeblikket to IKO-1 klubber, Samurajus i Marijampolė og IchiGeki Sports Club i Vilnius.

### Bulgaria
Bulgaria er velkendt i Kyokushin-karateverdenen, da to bulgarske karateka har bevist deres dygtighed i utallige internationale, europæiske og verdensmesterskaber.
Zahari Damyanov: 4 gange europamester og absolut verdensmester. Ivanka Popova: Absolut europamester.

### Spanien
Der er et stort antal Kyokushin-praktiserende i Spanien, især på Middelhavskysten. De vigtigste organisationer, der opererer i dette land, er IKO1 under Matsui, Shinkyokushinkai, og WKB. Af disse har WKB den største tilstedeværelse og ekspansion i det spanske område. Den mest fremtrædende kæmper i Spanien er Alejandro Navarro.

### Singapore og Sydøstasien
Kyokushin blev introduceret til Singapore og det meste af Sydøstasien af Shihan Peter Chong. Chong etablerede den første Kyokushin-dojo i Singapore i 1968, som på det tidspunkt ikke var registreret hos Singapore Karate Association.

## Literatur
- Masutatsu Oyama. What Is Karate? HarperCollins (1966) ISBN 0-87040-147-5
- Masutatsu Oyama. Vital Karate. Japan Publications Trading company. Tokyo, San Francisco. 1967–1974. ISBN 0-87040-143-2
- Masutatsu Oyama. This Is Karate. Japan Publications. (1973) ISBN 0-87040-254-4
- Masutatsu Oyama. Advanced Karate. Japan Publications (2000) ISBN 0-87040-001-0
- B. Lowe. Mas Oyama's Karate. ISBN 0-668-01140-8